# 成丹
成丹（？—25年），中国两汉之际緑林軍創始期部将，更始帝劉玄属下大臣。

## 生平
| 姓名         | 成丹                                              |
| 時代         | 汉朝〔更始〕                                      |
| 生卒年       | 生年不詳 - 25年（更始三年）                       |
| 字・別号     | 〔不詳〕                                          |
| 出身地       | 〔不詳〕                                          |
| 職官         | 〔緑林軍部将〕→〔下江軍部将〕 →水衡大将軍〔更始〕 |
| 爵位・号等   | 襄邑王〔更始〕                                    |
| 陣营・所属等 | 王匡→王常→更始帝                                  |
| 家族・一族   | 〔不詳〕                                          |

王莽統治末年,在江夏郡依附王匡起兵，在江夏郡当陽緑林山与新朝官軍作战。地皇三年（23年），因疫病原因，緑林軍分散，成丹、张卬一起到南郡編县藍口聚，擁立王常为頭領，号「下江軍」。
同年，下江軍屯駐南陽郡平氏县宜秋聚，舂陵軍劉縯（劉秀之兄）请求与他们合兵。成丹、張卬考虑劉縯的家世，合军後自己落得下風，对于合兵之事消極。但是劉縯说服王常合军，成丹、張卬二人等其他下江軍部将只好承認。地皇四年（23年）正月，舂陵軍、下江軍联合軍，在泚水击破新朝前隊大夫（新制南陽太守）甄阜、屬正（新制都尉）梁丘賜。
緑林軍再次合军，联军诸将讨论拥立天子，南阳士大夫（舂陵诸将）和王常主张拥立刘縯，成丹和其他诸将主张拥立平林军出身刘玄。结果，刘縯为了避免分裂，把帝位让给刘玄。更始元年（23年）二月，刘玄即位为更始帝，成丹被任命为水衡大将軍。更始二年（24年）二月，更始帝刘玄迁都長安，封成丹为襄邑王。
更始三年（25年），劉秀部将鄧禹進軍河東郡，成丹和王匡、張卬率十余万大軍迎击，他们敗于鄧禹，丢失了河東。成丹逃回長安。
鄧禹軍和赤眉軍都要西進長安，王匡、張卬進言更始帝，想要逃回南陽，更始帝不同意。成丹奉更始帝之命和王匡、陳牧、赵萌一起到京兆尹新丰迎击赤眉軍。
長安城内張卬发动兵变、更始帝逃亡到新丰。更始帝猜疑心重，除了岳父趙萌以外的新丰諸将，他都认为是張卬一党。更始帝把成丹、陳牧召入，誅殺。王匡驚恐，逃到長安投靠張卬，叛变更始帝。

## 注
1. ↑  張卬在《後漢書》劉玄传为新市軍，王常传为下江軍。